# Álomgyár Kiadó
Az Álomgyár Kiadó 2012-ben kezdte meg működését magánkiadóként.
Ebben az évben még csak 5 könyvük jelent meg, egy évvel később ezt a számot megduplázták, 2015 végére pedig mintegy 25 címük volt a boltokban.
Évről évre emelkedett ez a szám, 2016-ban 45, 2018-ban pedig már 70 könyvvel jelentkezett a kiadó. Már 2013 óta jelentet meg saját regényeket is.
Több könyvük is előkelő helyezéseket szerzett meg mind az előrendelési, mind az eladási sikerlistákon. Nem ritka, hogy Álomgyár-könyvek vezetik a legnagyobb magyar könyváruházak toplistáját. 
Szerződéses kapcsolatban áll a nagykereskedőkkel és a főbb terjesztői hálózatokkal, így könyveik megtalálhatók a Libri, a Bookline, az Alexandra, a Líra üzleteiben, több független könyvesboltban, illetve hipermarketekben is. Figyelembe véve a könyvpiac fejlődési tendenciáit, szinte minden könyvük elérhető e-könyv-formátumban is.
2017-ben beindult a kiadó webáruháza is, mely a saját könyveken kívül számtalan magyar könyvkiadó könyveit terjeszti. 
Az Álomgyár Kiadó 2017 szeptemberében nyitotta meg első boltját Budapesten, ezt 2018-ban két új üzlet, a debreceni és a szegedi könyvesbolt követte.
A címeik számának növekedésével sikerül egyre több emberhez is eljutniuk: jelenleg (2019. január) 33 000 felett van Facebook-követőik száma.
Könyveik műfajukat és stílusukat tekintve is igen sokszínűek: a romantikus kalandregények mellett krimik, történelmi romantikus regények, de még gyermekkönyvek is színesítik a palettát. 
Nagy népszerűségnek örvendenek az olvasók körében a külföldi bestseller szerzők regényei, melyek az Álomgyár Kiadó repertoárjához tartoznak, mint például Ellen DeGeneres, Sylvia Day, Meghan March, Vi Keeland, Kendall Ryan, Emma Chase, Karina Halle.
Magyar sikerszerzőik között olyan neveket találunk a teljesség igénye nélkül, mint Borsa Brown, Anne L. Green, R. Kelényi Angelika, Baráth Viktória, Csabai Márk, Dee Dumas, Palotás Petra, Budai Lotti, Sienna Cole, Ludányi Bettina, Carrie Cooper, Kékes Dóra.